# Жидкова, Алина Владимировна
Алина Владимировна Жидкова (родилась 18 января 1977 года в Москве, СССР) — российская теннисистка и тренер; победительница одного турнира WTA в парном разряде.

## Общая информация
Алина родилась в семье инженера и школьной учительницы. Брат Жидковой — Дмитрий — имеет собственный строительный бизнес.
Среди нетеннисных хобби россиянки есть такое, как собирание плюшевых мишек.
Алина является совладелицей интернет-компании BeMyPearl.com.
Первые шаги в теннисе Жидкова сделала в 10 лет.
18 декабря 2010 года россиянка вышла замуж за бизнесмена Сашу Годса, незадолго до этого завершив карьеру игрока.
После окончания игровой карьеры Алина пробовала себя на тренерском поприще, в разное время работая с Галиной Воскобоевой и Ксенией Первак.

## Спортивная карьера
Первый титул в профессиональной карьере Жидкова выиграла в октябре 1996 года в парном разряде 10-тысячника из цикла ITF в Швейцарии. В ноябре 1997 года она взяла первый титул и в одиночках на 10-тысячнике в Мексике. В июне 1999 года Жидкова впервые сыграла в основных соревнованиях Большого шлема, попав в качестве лаки-лузера в парные соревнования Уимблдонского турнира совместно с Ларисой Шерер. В первом раунде они встретились с именитыми теннисистками из США: Моникой Селеш и Мэри-Джо Фернандес, проиграв им разгромно в двух сетах.
Дебют в основных соревнованиях WTA-тура в одиночном разряде состоялся у Жидковой в январе 2000 года на турнире в Голд-Косте, на который россиянка пробилась через квалификацию. Затем она смогла преодолеть квалификацию на Открытый чемпионат Австралии. На первом для себя турнире в основной сетке в одиночных соревнованиях Алина смогла проявить себя хорошо. Она добралась до третьего раунда, обыграв Тину Писник и Марлен Вайнгартнер. На этой стадии она завершила свой путь, проиграв итоговой победительнице турнира Линдсей Дэвенпорт — 0-6, 1-6. Третий раунд в Австралии так и остался лучшим достижением Жидковой на Больших шлемах. Этот результат также позволил Алине впервые подняться в рейтинге в топ-100.
В сентябре 2001 года Жидкова смогла выйти в четвертьфинал на турнире WTA в Ваиколоа-Виллидж. В конце того сезона она выиграла титул на 50-тысячнике ITF в Питтсбурге. В начале 2002 года Жидкова смогла пройти в ещё один четвертьфинал в WTA-туре — на турнире в Хобарте. В феврале ей покорился уже полуфинал на зальном турнире в Мемфисе. На своём пути она смогла переиграть во втором раунде теннисистку из топ-20 Аманду Кётцер — 6-3, 7-6(5). В июле она смогла выиграть второй 50-тысячник ITF в карьере — на турнире Луисвилле.
В феврале 2003 года Жидкова в дуэте с Брианн Стюарт сыграла в парном финале турнира в Мемфисе. В августе того года Алина достигла самого высокого рейтинга в парном разряде, войдя в топ-50. Осенью в одиночном разряде она смогла выйти в четвертьфинал турнира в Квебеке, уступив в нём Марии Шараповой. Следующий четвертьфинала в Туре она сыграла в мае 2004 года на турнире в Вене. В августе она смогла выйти в полуфинал турнира в Ванкувере. В октябре на зальном турнире в Линце Жидкова одержала победу над самой статусной соперницей в карьере, сумев во втором раунде обыграть Серену Уильямс со счётом 7-6(5), 6-2, благодаря чему Алина вышла в 1/4 финала. На следующем турнире в Квебеке она вышла в полуфинал, обыграв среди прочих Саманту Стосур и Мари Пирс. По итогам сезона 2004 года Жидкова заняла 55-е место рейтинга.
В феврале 2005 года Жидкова выиграла свой единственный титул в WTA-туре. Она смогла взять его в парном разряде на турнире в Акапулько в альянсе с украинской теннисисткой Татьяной Перебийнис. В марте она достигла наивысшей строчки в одиночном рейтинге за карьеру, заняв 51-е место. В ноябре 2006 года Алина сыграла в парном финале турнира в Квебеке, достигнув его в дуэте с Джилл Крейбас. В январе 2007 года Жидкова выиграла 25-тысячник из цикла ITF в США. Это победа стала последней в карьере россиянки в одиночном разряде и 9-й на турнирах цикла ITF. В июле она вышла в ещё один парный финал, сыграв в нём в команде с Татьяной Пучек на турнире в Цинциннати. Последний полноценный сезон Жидкова провела в 2010 году, а в 2011 окончательно завершила карьеру теннисистки.

## Итоговое место в рейтинге WTA по годам
| Год  | Одиночный рейтинг | Парный рейтинг |
| 2010 | 463               | 216            |
| 2009 | 326               | 217            |
| 2008 | 242               | 256            |
| 2007 | 152               | 92             |
| 2006 | 333               | 189            |
| 2005 | 123               | 72             |
| 2004 | 55                | 109            |
| 2003 | 97                | 52             |
| 2002 | 87                | 119            |
| 2001 | 107               | 146            |
| 2000 | 84                | 76             |
| 1999 | 126               | 134            |
| 1998 | 291               | 213            |
| 1997 | 338               | 416            |
| 1996 | 583               | 405            |
| 1995 | 718               | 515            |
| 1994 | 765               | 422            |
| 1993 | 677               | 495            |
| 1992 |                   | 815            |

## Выступления на турнирах

### Финалы турнировITFв одиночном разряде (17)

#### Победы (9)
| Легенда:         |
| ---------------- |
| 100.000 USD (0*) |
| 75.000 USD (0)   |
| 50.000 USD (2+2) |
| 25.000 USD (4+4) |
| 10.000 USD (3+2) |
| 5.000 USD (0+1)  |

| Титулы по покрытиям | Титулы по месту проведения матчей турнира |
| ------------------- | ----------------------------------------- |
| Хард (8+5*)         | Зал (1+1)                                 |
| Грунт (1+3)         | Зал (1+1)                                 |
| Трава (0)           | Открытый воздух (8+8)                     |
| Ковёр (0+1)         | Открытый воздух (8+8)                     |

* количество побед в одиночном разряде + количество побед в парном разряде.
| №  | Дата             | Турнир                 | Покрытие | Соперница в финале  | Счёт              |
| 1. | 27 октября 1997  | Кульякан, Мексика      | Хард     | Петя Маринова       | 6-3 6-0           |
| 2. | 18 мая 1998      | Коацакоалькос, Мексика | Хард     | Адрия Ингель        | 6-3 6-1           |
| 3. | 11 января 1999   | Майами, США            | Хард     | Хелен Крук          | 6-2 7-5           |
| 4. | 19 июля 1999     | Пичтри-Сити, США       | Хард     | Эрика де Лоун       | 6-7(1) 7-6(0) 6-4 |
| 5. | 11 сентября 2000 | Хоупвелл-Джанкшен, США | Хард     | Дженнифер Хопкинс   | 6-3 6-0           |
| 6. | 9 октября 2000   | Мирамар, США           | Грунт    | Россана де лос Риос | 4-1 5-4(5) 4-2    |
| 7. | 5 ноября 2001    | Питтсбург, США         | Хард(i)  | Мари-Эв Пеллетье    | 6-4 6-1           |
| 8. | 23 июля 2002     | Луисвилл, США          | Хард     | Саори Обата         | 6-3 6-4           |
| 9. | 9 января 2007    | Тампа, США             | Хард     | Ольга Благотова     | 6-2 6-2           |

#### Поражения (8)
| №  | Дата           | Турнир                        | Покрытие | Соперница в финале   | Счёт            |
| 1. | 11 мая 1998    | Поса-Рика-де-Идальго, Мексика | Хард     | Ванесса Менжа        | 2-6 7-6(3) 1-6  |
| 2. | 4 января 1999  | Сан-Антонио, США              | Хард     | Холли Паркинсон      | 6-3 4-6 3-6     |
| 3. | 18 января 1999 | Клирвотер, США                | Хард     | Мирослава Вавринец   | 0-6 6-7(5)      |
| 4. | 10 июля 2000   | Пичтри-Сити, США              | Хард     | Сандра Касик         | 0-6 2-4 — отказ |
| 5. | 27 ноября 2000 | Тусон, США                    | Хард     | Каталин Мароши       | 7-6(3) 4-6 3-6  |
| 6. | 29 января 2001 | Клирвотер, США                | Хард     | Анико Капрош         | 3-6 2-6         |
| 7. | 1 октября 2001 | Фресно, США                   | Хард     | Марисса Ирвин        | 2-6 1-6         |
| 8. | 5 июня 2007    | Мадрид, Испания               | Грунт    | Карла Суарес Наварро | 2-6 1-6         |

### Финалы турнировWTAв парном разряде (4)

#### Победы (1)
| Легенда: До 2009 года       | Легенда: С 2009 года  |
| --------------------------- | --------------------- |
| Турниры Большого Шлема (0*) |                       |
| Олимпиада (0)               |                       |
| Итоговый чемпионат года (0) |                       |
| 1-я категория (0)           | Premier Mandatory (0) |
| 2-я категория (0)           | Premier 5 (0)         |
| 3-я категория (0+1)         | Premier (0)           |
| 4-я категория (0)           | International (0)     |
| 5-я категория (0)           | International (0)     |

| Титулы по покрытиям | Титулы по месту проведения матчей турнира |
| ------------------- | ----------------------------------------- |
| Хард (0*)           | Зал (0)                                   |
| Грунт (0+1)         | Зал (0)                                   |
| Трава (0)           | Открытый воздух (0+1)                     |
| Ковёр (0)           | Открытый воздух (0+1)                     |

* количество побед в одиночном разряде + количество побед в парном разряде.
| №  | Дата            | Турнир             | Покрытие | Партнёрша          | Соперницы в финале                                   | Счёт    |
| 1. | 27 февраля 2005 | Акапулько, Мексика | Грунт    | Татьяна Перебийнис | Роса-Мария Андрес-Родригес Кончита Мартинес-Гранадос | 7-5 6-3 |

#### Поражения (3)
| №  | Дата            | Турнир          | Покрытие | Партнёрша     | Соперницы в финале             | Счёт       |
| 1. | 16 февраля 2003 | Мемфис, США     | Хард(i)  | Брианн Стюарт | Акико Моригами Саори Обата     | 1-6 1-6    |
| 2. | 30 октября 2006 | Квебек, Канада  | Хард(i)  | Джилл Крейбас | Лора Гренвилл Карли Галликсон  | 3-6 4-6    |
| 3. | 16 июля 2007    | Цинциннати, США | Хард     | Татьяна Пучек | Бетани Маттек-Сандс Саня Мирза | 6-7(4) 5-7 |

### Финалы турнировITFв парном разряде (30)

#### Победы (9)
| №  | Дата             | Турнир                | Покрытие | Партнёрша         | Соперницы в финале             | Счёт        |
| 1. | 6 октября 1996   | Лангенталь, Швейцария | Ковёр(i) | Хелена Вилдова    | Касилия Шарбоннье Андреа Шварц | 6-4 6-4     |
| 2. | 17 марта 1997    | Сьюдад-Манте, Мексика | Хард     | Паола Аррангоис   | Карин Палме Грасиела Велес     | 5-7 6-0 6-2 |
| 3. | 4 мая 1998       | Тампико, Мексика      | Хард     | Адрия Энгель      | Паула Кабесас Ванесса Менжа    | 7-6(2) 7-5  |
| 4. | 23 ноября 1998   | Кульякан, Мексика     | Хард     | Рената Колбович   | Жофия Губачи Алинор Трисери    | 6-3 6-2     |
| 5. | 13 сентября 1999 | Хоупвелл-Джанкшн, США | Хард     | Ли Фан            | Дэун Бат Ким Грант             | 6-3 6-3     |
| 6. | 8 октября 2001   | Галландэйл-Бич, США   | Грунт    | Джессика Стек     | Эрика Краут Ванеса Краут       | 4-6 6-2 6-3 |
| 7. | 12 ноября 2001   | Хаттисбург, США       | Хард     | Абигейл Спирс     | Рика Хираки Нана Мияги         | 6-3 6-1     |
| 8. | 12 января 2009   | Бока-Ратон, США       | Грунт    | Дарья Кустова     | Кимберли Куц Шэрон Фичмен      | 6-4 6-2     |
| 9. | 19 апреля 2010   | Дотан, США            | Грунт    | Анастасия Екимова | Мария Иригойен Теодора Мирчич  | 6-4 6-2     |

#### Поражения (21)
| №   | Дата            | Турнир                        | Покрытие | Партнёрша                       | Соперницы в финале                              | Счёт           |
| 1.  | 21 февраля 1994 | Амадора, Португалия           | Хард     | Анна Линкова                    | Теодора Недева Антоанета Пандьерова             | 6-1 6-7 1-6    |
| 2.  | 29 января 1996  | Динан, Франция                | Грунт(i) | Павлина Бартункова              | Ариадна Кацулис Беранжер Кильо                  | 2-6 2-6        |
| 3.  | 29 июля 1996    | Катания, Италия               | Грунт    | Теодора Недева                  | Катя Алтиля Лаура Фодореан                      | 6-1 4-6 3-6    |
| 4.  | 27 октября 1997 | Кульякан, Мексика             | Грунт    | Паола Аррангоис                 | Лусила Бекерра Исабела Петров                   | 5-7 0-6        |
| 5.  | 19 января 1998  | Майами, США                   | Хард     | Алинор Трисерри                 | Лилия Остерло Зузана Валекова                   | 4-6 4-6        |
| 6.  | 11 мая 1998     | Поса-Рика-де-Идальго, Мексика | Хард     | Адрия Энгель                    | Паула Кабесас Ванесса Менжа                     | 6-3 2-6 2-6    |
| 7.  | 18 мая 1998     | Коацакоалькос, Мексика        | Хард     | Адрия Энгель                    | Паула Кабесас Ванесса Менжа                     | 3-6 2-6        |
| 8.  | 4 января 1999   | Сан-Антонио, США              | Хард     | Холли Паркинсон                 | Кайли Хант Джули Ту                             | 6-7(3) 4-6     |
| 9.  | 8 февраля 1999  | Рокфорд, США                  | Хард(i)  | Холли Паркинсон                 | Лилия Остерло Кэти Шлюкбир                      | 6-7(4) 2-6     |
| 10. | 1 мая 2001      | Дотан, США                    | Грунт    | Габриэла Волекова               | Марисса Ирвин Джанет Ли                         | 0-6 2-6        |
| 11. | 26 ноября 2001  | Западная Колумбия, США        | Хард     | Абигейл Спирс                   | Аманда Огастас Дженнифер Расселл                | 6-0 3-6 3-6    |
| 12. | 3 декабря 2002  | Бойнтон-Бич, США              | Грунт    | Лина Красноруцкая               | Каталин Мароши Саманта Ривз                     | 2-6 6-7(5)     |
| 13. | 13 октября 2003 | Седона, США                   | Хард     | Росана де лос Риос              | Янь Цзы Чжэн Цзе                                | 6-7(2) 6-7(3)  |
| 14. | 10 ноября 2003  | Юджин, США                    | Хард(i)  | Татьяна Пучек                   | Терин Эшли Шенай Перри                          | 6-3 2-6 4-6    |
| 15. | 1 декабря 2003  | Палм-Бич-Гарденс, США         | Грунт    | Татьяна Панова                  | Мелинда Цинк Эрика Краут                        | 1-6 2-6        |
| 16. | 2 июня 2008     | Рим, Италия                   | Грунт    | Мари-Эв Пеллетье                | Клаудиа Янс Алиция Росольская                   | 3-6 1-6        |
| 17. | 2 февраля 2009  | Ранчо-Мираж, США              | Хард     | Дарья Кустова                   | Натали Грандин Кортни Нагль                     | 2-6 6-7(6)     |
| 18. | 27 апреля 2009  | Шарлоттсвилл, США             | Грунт    | Анджела Хейнс                   | Карли Галликсон Николь Криз                     | 5-7 6-3 [7-10] |
| 19. | 5 октября 2009  | Мехико, Мексика               | Хард     | Карен Эмилия Кастибланко Дуарте | Мария-Фернанда Альварес-Теран Фредерика Пиедаде | 3-6 4-6        |
| 20. | 8 марта 2010    | Клирвотер, США                | Хард     | Лаура Зигемунд                  | Сюй Ифань Чжоу Имяо                             | 4-6 4-6        |
| 21. | 11 октября 2010 | Трой, США                     | Хард     | Лаура Зигемунд                  | Мэдисон Бренгл Эйжа Мухаммад                    | 2-6 4-6        |

## История выступлений на турнирах
| Турнир                       | 1999  | 2000  | 2001  | 2002  | 2003  | 2004  | 2005  | 2006  | 2007  | 2008  | Итог   | В/П за карьеру |
| ---------------------------- | ----- | ----- | ----- | ----- | ----- | ----- | ----- | ----- | ----- | ----- | ------ | -------------- |
| Турниры Большого Шлема       |       |       |       |       |       |       |       |       |       |       |        |                |
| Открытый чемпионат Австралии | -     | 3Р    | 2Р    | 1Р    | 2Р    | 1Р    | 2Р    | -     | -     | К     | 0 / 6  | 5-6            |
| Открытый чемпионат Франции   | -     | 1Р    | К     | 2Р    | 1Р    | 1Р    | 1Р    | -     | К     | К     | 0 / 5  | 1-5            |
| Уимблдонский турнир          | К     | 1Р    | К     | 1Р    | 1Р    | 1Р    | 1Р    | -     | К     | К     | 0 / 5  | 0-5            |
| Открытый чемпионат США       | К     | 1Р    | К     | 1Р    | 1Р    | 1Р    | 1Р    | 2Р    | 1Р    | К     | 0 / 7  | 1-7            |
| Итог                         | 0 / 0 | 0 / 4 | 0 / 1 | 0 / 4 | 0 / 4 | 0 / 4 | 0 / 4 | 0 / 1 | 0 / 1 | 0 / 0 | 0 / 23 |                |
| В/П в сезоне                 | 0-0   | 2-4   | 1-1   | 1-4   | 1-4   | 0-4   | 1-4   | 1-1   | 0-1   | 0-0   |        | 7-23           |

К — проигрыш в квалификационном турнире.